# Bobby McMann
Bobby McMann, född 15 juni 1996, är en kanadensisk professionell ishockeyforward som är kontrakterad till Toronto Maple Leafs i National Hockey League (NHL) och spelar för Toronto Marlies i American Hockey League (AHL).
Han har tidigare spelat för Wichita Thunder och Newfoundland Growlers i ECHL och Colgate Raiders i National Collegiate Athletic Association (NCAA).
McMann blev aldrig NHL-draftad.

## Statistik
| 2009–2010   | Wainwright Polar Kings | AMBHL       | 28  | 14 | 18 | 32 | 6   | —  | — | — | —  | — |
| 2010–2011   | Lloydminster Heat      | AMBHL       | 33  | 10 | 19 | 29 | 14  | —  | — | — | —  | — |
| 2011–2012   | Lloydminster Rage      | AMMHL       | 38  | 22 | 26 | 48 | 26  | 5  | 6 | 6 | 12 | 2 |
| 2012–2013   | Lloydminster Bobcats   | AMHL        | 32  | 7  | 18 | 25 | 26  | 11 | 3 | 2 | 5  | 0 |
| 2013–2014   | Bonnyville Pontiacs    | AJHL        | 54  | 11 | 11 | 22 | 22  | 3  | 0 | 0 | 0  | 0 |
| 2014–2015   | Bonnyville Pontiacs    | AJHL        | 51  | 21 | 18 | 39 | 40  | 15 | 7 | 2 | 9  | 6 |
| 2015–2016   | Bonnyville Pontiacs    | AJHL        | 47  | 36 | 32 | 68 | 40  | 4  | 0 | 3 | 3  | 2 |
| 2016–2017   | Colgate Raiders        | NCAA        | 35  | 5  | 14 | 19 | 12  | —  | — | — | —  | — |
| 2017–2018   | Colgate Raiders        | NCAA        | 40  | 14 | 16 | 30 | 20  | —  | — | — | —  | — |
| 2018–2019   | Colgate Raiders        | NCAA        | 36  | 8  | 15 | 23 | 32  | —  | — | — | —  | — |
| 2019–2020   | Colgate Raiders        | NCAA        | 34  | 10 | 10 | 20 | 58  | —  | — | — | —  | — |
| 2020–2021   | Toronto Marlies        | AHL         | 21  | 2  | 2  | 4  | 6   | —  | — | — | —  | — |
|             | Wichita Thunder        | ECHL        | 18  | 6  | 11 | 17 | 2   | 5  | 1 | 1 | 2  | 0 |
| 2021–2022   | Toronto Marlies        | AHL         | 61  | 24 | 11 | 35 | 16  | —  | — | — | —  | — |
|             | Newfoundland Growlers  | ECHL        | 4   | 2  | 2  | 4  | 8   | —  | — | — | —  | — |
| 2022–2023   | Toronto Maple Leafs    | NHL         | 1   | 0  | 0  | 0  | 0   | —  | — | — | —  | — |
|             | Toronto Marlies        | AHL         | 17  | 8  | 7  | 15 | 6   | —  | — | — | —  | — |
| NHL totalt  | NHL totalt             | NHL totalt  | 1   | 0  | 0  | 0  | 0   | —  | — | — | —  | — |
| AHL totalt  | AHL totalt             | AHL totalt  | 99  | 34 | 20 | 54 | 28  | —  | — | — | —  | — |
| ECHL totalt | ECHL totalt            | ECHL totalt | 22  | 8  | 13 | 21 | 10  | 5  | 1 | 1 | 2  | 0 |
| NCAA totalt | NCAA totalt            | NCAA totalt | 145 | 37 | 55 | 92 | 122 | —  | — | — | —  | — |